# Постая (община Толмин)
Вижте пояснителната страница за други значения на Постая.
Постая (на словенски: Postaja) е село в Словения, регион Горишка, община Толмин. Според Националната статистическа служба на Република Словения през 2015 г. селото има 119 жители.